# Lim Zoong-sun
Lim Zoong-sun (림중선; * 16. Juli 1943) ist ein ehemaliger nordkoreanischer Fußballspieler. Da sein Vater bereits als Fußballspieler tätig war, begann auch Lim Zoong-sun in seiner Jugend mit diesem Sport; 1957 wurde er Profispieler. Mit der Nationalmannschaft der Demokratischen Volksrepublik Korea nahm er 1966 an der Fußball-Weltmeisterschaft 1966 in England teil; hier bestritt Lim Zoong-sun mit der Rückennummer „5“ alle vier Spiele gegen die Sowjetunion, Chile, Italien (jeweils Gruppenphase) und Portugal (Viertelfinale). 1966 stand er bei der Sportgruppe Moranbong unter Vertrag. Außerdem kam der Abwehrspieler im Jahr 1965 in beiden WM-Qualifikationsspielen gegen Australien zum Einsatz.
Lim Zoong-sun war im Oktober 2002 im Dokumentarfilm Das Spiel ihres Lebens zu sehen.